# Gongkar Künga Namgyel
| Tibetische Bezeichnung                               |
| ---------------------------------------------------- |
| Wylie-Transliteration: gong dkar kun dga' rnam rgyal |

Gongkar Künga Namgyel (gong dkar kun dga' rnam rgyal; geb. 1432; gest. 1496) ist der Gründer der Sakya-Unterschule der Gongkar-Tradition des tibetischen Buddhismus und des Klosters Gongkar Chöde (1464) (gong dkar chos sde) oder Gongkar Dorjeden (gong dkar rdo rje gdan) bzw. Dorjeden Gompa (rdo rje gdan dgon pa), d. h. deren wichtigsten geistlichen Stätte und Hauptstätte der Lamdre (lam 'bras) -Tradition der Sakya-Schule, in Gonggar (Gongkar) in Tibet. Lamdre sind die „höchsten und tiefgründigsten mündlichen Unterweisungen der Sakya-Tradition“.